# Bràfim
Bràfim è un comune spagnolo di 581 abitanti situato nella comunità autonoma della Catalogna.